# Franco Calderón
Franco Ezequiel Calderón (Hermoso Campo, Provincia del Chaco, Argentina; 13 de mayo de 1998) es un futbolista argentino. Juega como marcador central y su primer equipo fue Unión de Santa Fe. Actualmente milita en la Universidad de Chile de la Primera División de Chile. Es hermano mellizo del también futbolista Pablo Calderón.

## Trayectoria

### Unión de Santa Fe
Franco Calderón se inició futbolísticamente en Charata Juniors, luego pasó por Sportivo Argentino de su ciudad natal y en 2015 jugó el Torneo Federal C para La Coope de Charata. Justamente en ese mismo año dejó el club chaqueño y, tras superar una prueba junto a su hermano Pablo, ambos se sumaron a las inferiores de Unión de Santa Fe.
En 2018 fue promovido al plantel de Reserva y en enero del año siguiente Leonardo Madelón decide llevarlo a su primera pretemporada con el plantel profesional. Su debut se produjo el 13 de abril de 2019: ese día, Calderón fue titular en el empate de Unión 1-1 ante San Martín de Tucumán por la Copa de la Superliga.

### Universidad de Chile
Tras no renovar su vínculo con Unión y quedar libre, en enero de 2024 firmó contrato con la Universidad de Chile.
Debutaría con la ''U'' oficialmente el 24 de febrero del 2024, enfrentando en la victoria 1-0 a Audax Italiano. 
El primer gol de Franco sería ante Unión La Calera poniendo el empate 1-1 que terminaria en victoria para ''los azules'', por la ''jornada 12 del Campeonato Nacional 2024, y tambien le anotaría en los ultimos minutos a Deportes Copiapó en la fecha 18 partido que terminaria 1-0, despues de una sequía de casi 5 meses sin poder ganar de local, siendo uno de los goles mas gritado por la hinchada en ese año.
En 2025 le anotaría a Deportes Recoleta y a O'Higgins ambas goleadas, 1-6 y 6-0 respectivamente.

## Estadísticas
- Actualizado al 20 de agosto de 2025

| Club                           | Div.                | Temporada           | Liga  | Liga  | Copa nacional | Copa nacional | Copa internacional | Copa internacional | Total | Total |
| Club                           | Div.                | Temporada           | Part. | Goles | Part.         | Goles         | Part.              | Goles              | Part. | Goles |
| ------------------------------ | ------------------- | ------------------- | ----- | ----- | ------------- | ------------- | ------------------ | ------------------ | ----- | ----- |
| Unión Argentina                | 1.ª                 | 2018/19             | 0     | 0     | 1             | 0             | 0                  | 0                  | 1     | 0     |
| Unión Argentina                | 1.ª                 | 2019/20             | 8     | 0     | 2             | 1             | 2                  | 0                  | 12    | 1     |
| Unión Argentina                | 1.ª                 | 2020                | —     | —     | 6             | 0             | 0                  | 0                  | 6     | 0     |
| Unión Argentina                | 1.ª                 | 2021                | 22    | 2     | 11            | 1             | —                  | —                  | 33    | 3     |
| Unión Argentina                | 1.ª                 | 2022                | 23    | 0     | 14            | 0             | 8                  | 1                  | 45    | 1     |
| Unión Argentina                | 1.ª                 | 2023                | 22    | 0     | 12            | 0             | —                  | —                  | 34    | 0     |
| Unión Argentina                | Total               | Total               | 75    | 2     | 46            | 2             | 10                 | 1                  | 131   | 5     |
| Universidad · de Chile · Chile | 1.ª                 | 2024                | 27    | 2     | 10            | 0             | —                  | —                  | 37    | 2     |
| Universidad · de Chile · Chile | 1.ª                 | 2025                | 16    | 1     | 5             | 1             | 10                 | 0                  | 31    | 2     |
| Universidad · de Chile · Chile | Total               | Total               | 43    | 3     | 15            | 1             | 10                 | 0                  | 68    | 4     |
| Total en su carrera            | Total en su carrera | Total en su carrera | 118   | 5     | 61            | 3             | 20                 | 1                  | 199   | 9     |

## Palmarés
| Título     | Club                 | País  | Año  |
| ---------- | -------------------- | ----- | ---- |
| Copa Chile | Universidad de Chile | Chile | 2024 |